# Grzegorz Chwiendacz
Grzegorz Chwiendacz (ur. 18 maja 1932 w Katowicach, zm. 23 grudnia 2017 w Katowicach) – polski kolarz szosowy. Reprezentant Polski, wielokrotny medalista mistrzostw Polski.

## Kariera sportowa
W latach 1949–1957 był zawodnikiem KS Górnik Mysłowice, a następnie w latach 1958-1964 w Gwardii Katowice.

### Mistrzostwa Polski
Czterokrotnie wywalczył górskie wicemistrzostwo Polski (1951, 1952, 1953, 1957), był także wicemistrzem Polski w wyścigu drużynowym na 100 km (1954), a w 1953 w tej samej konkurencji zdobył brązowy medal. W 1955 został brązowym medalistą mistrzostw Polski w kolarstwie przełajowym.

### Wyścig dookoła Polski
- 1952
  - 6. miejsce w klasyfikacji generalnej.
- 1953
  - 3. miejsce w klasyfikacji generalnej.
- 1954
  - 5. miejsce w klasyfikacji generalnej.
- 1955
  - 1. miejsce na 8. i 9. etapie.
- 1957
  - 9. miejsce w klasyfikacji generalnej.
  - 1. miejsce na 1. etapie.

### Wyścig Pokoju
- 1955 – 15. miejsce w klasyfikacji generalnej.
- 1956 – 10. miejsce w klasyfikacji generalnej
- 1957 – 16. miejsce w klasyfikacji generalnej

### Mistrzostwa świata i inne imprezy zagraniczne
W 1955 wystąpił w indywidualnym wyścigu szosowym mistrzostw świata, ale go nie ukończył. W 1953 wywalczył złoty medal w wyścigu drużynowym na 100 km rozgrywanym podczas IV Festiwalu Młodzieży i Studentów, w tej samej konkurencji zdobył także srebrny medal na akademickich mistrzostwach świata w 1954 i brązowy medal podczas V Festiwalu Młodzieży i Studentów.

### Inne wyścigi krajowe
W 1954 zwyciężył w Wyścigu "Dziennika Łódzkiego"